# Riksdagsvalet i Tyskland 1930
Tysklands riksdagsval 1930 ägde rum den 14 september 1930 under den period i Tysklands historia, som kallas Weimarrepubliken. Valet innebar en stor framgång för Nationalsocialistiska tyska arbetarepartiet (NSDAP), som ökade från 12 till 107 av riksdagens 577 mandat. Emellertid blev inte partiet största parti utan det blev Socialdemokraterna (SPD) med 143 mandat. Nästa val hölls den 31 juli 1932.

## Valresultat
| Parti                                                         | Röster     | Röster | Röster  | Mandat | Mandat |
| Parti                                                         | Antal      | Andel  | +/-     | Antal  | +/-    |
| ------------------------------------------------------------- | ---------- | ------ | ------- | ------ | ------ |
| Sozialdemokratische Partei Deutschlands (SPD)                 | 8.575.244  | 24,5 % | −5,3 %  | 143    | −10    |
| Nationalsozialistische Deutsche Arbeiterpartei (NSDAP)        | 6.379.672  | 18,3 % | +15,7 % | 107    | +95    |
| Kommunistische Partei Deutschlands (KPD)                      | 4.590.160  | 13,1 % | +2,5 %  | 77     | +23    |
| Deutsche Zentrumspartei (Zentrum)                             | 4.127.000  | 11,8 % | −0,3 %  | 68     | +7     |
| Deutschnationale Volkspartei (DNVP - konservativa)            | 2.457.686  | 7,0 %  | −7,3 %  | 41     | −32    |
| Deutsche Volkspartei (DVP - nationalliberala)                 | 1.577.365  | 4,5 %  | −4,2 %  | 30     | −15    |
| Reichspartei des deutschen Mittelstandes (RPDM)               | 1.361.762  | 3,9 %  | −0,6 %  | 23     | ±0     |
| Deutsche Staatspartei (DStP)                                  | 1.322.034  | 3,8 %  | −1,0 %  | 20     | −5     |
| Christlich-Nationale Bauern- und Landvolkpartei (Landvolk)    | 1.108.043  | 3,2 %  | +1,3 %  | 19     | +10    |
| Bayerische Volkspartei (BVP)                                  | 1.058.637  | 3,0 %  | −0,1 %  | 19     | +2     |
| Christlich-Sozialer Volksdienst (CSVD)                        | 868.269    | 2,5 %  | –       | 14     | +14    |
| Deutsche Bauernpartei (DBP)                                   | 339.434    | 1,0 %  | −0,6 %  | 6      | −2     |
| Konservative Volkspartei (KVP)                                | 290.579    | 0,8 %  | –       | 4      | +4     |
| Reichspartei für Volksrecht und Aufwertung (Volksrechtpartei) | 271.291    | 0,8 %  | −0,8 %  | 0      | −2     |
| Landbund                                                      | 193.926    | 0,6 %  | −0,1 %  | 3      | ±0     |
| Deutsch-Hannoversche Partei (DHP)                             | 144.286    | 0,4 %  | −0,2 %  | 3      | −1     |
| Övriga partier                                                | 291.083    | 0,8 %  | −0,9 %  | 0      | ±0     |
| Totalt                                                        | 34.956.471 | 100 %  |         | 577    | +86    |